# Городковский
Городко́вский — посёлок сельского типа в Рамешковском районе Тверской области. Входит в состав сельского поселения Застолбье, до 2006 года относился к Городковскому сельскому округу (центр — деревня Городок).
Население по переписи 2002 года — 204 человека, 88 мужчин, 116 женщин.
Находится в 8 километрах к югу от районного центра Рамешки, на автодороге Р84«Тверь—Бежецк—Весьегонск—Устюжна» (от Твери — 53 км). Расположен на реке Медведице, в месте впадения притока Каменки.

## История
В 1930-е годы для переработки сельскохозяйственной продукции, производимой колхозами Рамешковского района, были построены два перерабатывающих предприятия — льнозавод и крахмальный завод. В 1978 году территории заводов, здания соцкультбыта с жилыми домами рабочих получили статус посёлка Городковский.
Своё название посёлок получил от названия Городковского льнозавода, который, в свою очередь, был назван по близлежащей деревне Городок.
Городковский льнозавод расположен на левом берегу Медведицы при впадении реки Каменки. Построен он в
1932 году с деревянными цехами, перерабатывал льнотресту. В середине 1930-х годов на предприятии приезжал нарком легкой промышленности А. Н. Косыгин. В 1953 году предприятие реконструировано, построены кирпичные цеха и железобетонное льнохранилище. Мощность завода 4 тыс.т тресты, или 1 тыс.т льноволокна, в год. За высокие результаты в работе коллектив был награждён в честь 50-летия СССР Красным Знаменем Совета Министров и ЦК КПСС. В 1990-е годы из-за отсутствия сырья завод работал не с полной нагрузкой, а в настоящее время простаивает.
В 1934 году построен мост через реку Медведицу. Тогда же на правом высоком берегу Медведицы был сооружен Рамешковский крахмальный завод для переработки картофеля местных колхозов. В 1930-50 годы завод вырабатывал из картофеля крахмал, патоку, в военные годы — питьевой спирт, который продавался населению. В конце войны и в неурожайные 1946-47 годы производство реализовывало населению как добавку в хлеб картофельную мезгу. В течение многих лет отсюда снабжались мезгой животноводческие фермы колхозов. В 1975 году завод реконструирован. Производственная мощность его после переоснащения — 2500 т крахмала в год. Ввиду трудоемкости возделывания и низких цен колхозы сократили выращивание картофеля. Крахмал стали вырабатывать из кукурузы, которую привозили из США, в 1991 г. его произведено 700 т. Из-за отсутствия сырья и его дороговизны, а также малой востребованности продукции завод практически перестал выпускать крахмал. В настоящее время он простаивает.
На 1 января 2001 года в посёлке 106 домов, в них постоянно проживали 218 человек.

## Мероприятия
На берегу р. Медведица в 2015г. проводился фестиваль "На берегах Медведицы. Встреча трёх культур." Место проведения фестиваля: юго-восточнее деревни Медведица сельского поселения Застолбье Рамешковского района Тверской области (на левом берегу реки Медведица, напротив местечка «Ширкун»).